# جان آلتمن
جان آلتمن (متولد ۵ دسامبر ۱۹۴۹) آهنگساز فیلم، تنظیم کننده موسیقی و رهبر ارکستر بریتانیایی است. وی برنده جایزه امی سال ۲۰۰۰ و دارای دکترای افتخاری موسیقی از دانشگاه ساسکس است.

## پیشینه خانوادگی در موسیقی
آلتمن در سنین کودکی توسط عموهایش، رهبران گروه وولف و سید فیلیپس با موسیقی دهه‌های ۱۹۳۰ و ۱۹۴۰ آشنا شد. وولف فیلیپس برای جودی گارلند، برادران مارکس، فرانک سیناترا، نات کینگ کول و لورل و هاردی، و آثار مهم دیگری آهنگسازی، تنظیم و رهبری ارکستر انجام داد. از نقاط مثبت کارنامهٔ وی می‌توان به هدایت و رهبری یکی از بهترین گروه‌های موسیقی انگلستان به نام دیکسی لند اشاره کرد. پسر عموی جان آلتمن، سیمون فیلیپس، سال‌ها درامر گروه راک توتو بود.
تنها آموزش رسمی آلتمن در عرصهٔ موسیقی، آموزش پیانو در دوران کودکی بود. هنگام ثبت نام در دانشگاه ساسکس ، وی در مدت زمان فعالیت حرفه ای خود به صورت مداوم درگیر برنامه‌های نمایشی با همراهی پیتر گرین، اعضای فلیت وود مک، کوین آیرز و نیکو بود. وی تحصیلات خود را در کالج بیرکبک به مدت دو سال ادامه داد و به همین منظور، همکاری‌های وی به عنوان مدیر تور کنسرت‌ها با گروه هات‌چاکلت قطع شد.
وی همچنین با هنرمندانی چون جیمی هندریکس، باب مارلی، اریک کلپتون، فیل کالینز، لیچارد ریچارد و ون موریسون ساکسیفون نواخت و برای آنها به عنوان تنظیم کننده و مدیر موسیقی و همچنین نوازنده نی فعالیت داشت. از میان بسیاری از هنرمندان دیگری که آلتمن در طول این سالها با آنها همکاری کرده و برای آن‌ها ساز نواخته‌است می‌توان به مودی واترز، نیک دریک، جیمی پیج، ریک استلی اشاره کرد.

## رهبری ارکستر
او در اواسط دهه ۱۹۷۰، ساخت و تنظیم موسیقی و همچنین هدایت و رهبری ارکستر را آغاز کرد. از جمله سوابق موفق و درخشان وی می‌توان به ساخت موسیقی فیلم "قدم زدن در هوا " ساخته آلد جونز (که وی نیز تهیه‌کننده آن بود) بود، اثر دیگری از آلیسون مویت به نام آن شیطان قدیمی به نام عشق، سالهای مبارزه خیابانی اثر ساده ذهن، قطار مرکز شهر اثر راد استوارت، یک بوسه اثر جورج مایکل، وحشی‌ترین رؤیای باری وایت اشاره کرد. او مدیر موسیقی گروه All-Star  بود و در سال ۱۹۸۱ برای معرفی نهاد عفو بین‌الملل در کنار گروهی متشکل از استینگ، اریک کلپتون، جف بک، فیل کالینز، باب گلدوف و دونووان آهنگسازی کرد.
آلتمن از نوازندگان برجستهٔ موسیقی جاز است، که توسط دان هکمن، یکی از منتقدان موسیقی سینما، در لس آنجلس تایمز به عنوان «یکی از معدود آهنگسازان فیلم با مهارت‌های اصیل جاز» مورد ستایش قرار گرفته‌است. وی در دنیای جاز با چت بیکر، پلاس جانسون، ارنی واتس، رد هالووی، کنته کاندولی، اسلیم گیلارد، باربارا موریسون ،هرب گلر، وایلد بیل دیویسون، بود فریمن، لس مک کان، پرسی هیث و بسیاری دیگر همکاری کرده‌است و گروه موسیقی بزرگ استن تریسی و گروه کر کلیسای جامع دورهام را برای آلبومی از موسیقی مقدس دوک الینگتون رهبری کرده‌است.
آلبوم کوارتت جاز او You Started Something در ژانویه ۲۰۰۶ با عنوان جاز برنز ، منتشر شد و در آبزرور به عنوان «آلبوم موسیقی ماه جاز» انتخاب شد. آلبوم قبلی وی (همراه با ارکستر) با خوانندگی خواننده موسیقی جاز، به نام خوان ویسکانت نیز این افتخار را دریافت کرد.

## فعالیت‌ها و جشنواره‌ها
گروه بزرگ موسیقی جان آلتمن غالباً در ایالات متحده و انگلیس برنامه اجرا می‌کند. اعضای این گروه شامل وین برگون، اندی مارتین، پیت کریستلیب، گرانت گیسمن، گری فاستر، وارن لونینگ، پیتر ارسکین، الکس آکونا و تام رانیر هستند.
آلتمن در جشنواره تابستانی ولادی‌وستوک، جشنواره جاز زمستانی هالیوود، و جشنواره لس آنجلس و همچنین در جشنواره جاز لندن شرکت کرد و اجرای او با این گروه‌های بزرگ که با استقبال گسترده‌ای روبرو شد و بازخوردهای بسیار خوبی را دریافت کرد، او در ادامه سفر جاز دریایی کارائیب را نیز به کارنامهٔ هنری خویش افزود. وی همچنین یکی از حامیان آرشیو ملی جاز است و در ژوئیه ۲۰۱۰ توسط این مجموعه مورد تقدیر قرار گرفت.
وی طور مکرر رهبر ارکستر سلطنتی فیلارمونیک است و در هیئت مدیره ASMAC (انجمن تنظیم کنندگان موسیقی و آهنگسازان آمریکا) و به عنوان عضوی از شورای سلطنتی آکادمی هنرهای فیلم و تلویزیون بریتانیا (BAFTA) فعالیت کرده‌است. آخرین آثار تنظیم و ضبط شده وی، مربوط به جشن ۵۰ سالگی سازمان عفو بین‌الملل است که با حضور پیت سیگر و بلا فلک اجرا شده‌است و دیگری یک آهنگ جاز با حضور ایوان راشل وود، پاتریس راشن و تام اسکات منتشر شد.
وی همچنین آهنگ "Johanna" اثر مارک رونسون را که در فیلمموردکای با اجرای مایلز کین منتشذ شده بود، بازسازی کرد و همچنین چندین ترانه را که برای مایکل کین، جاس استون، کوینسی جونز و ارکستر سمفونیک لندن تنظیم شده بود، باز تنظیم کرد.
وی همچنین برای ساخت موسیقی یک نمایش صحنه ای که توسط ترنس فریزبی از کتاب پرفروش خود بوسه بر روی کارت پستال به روی صحنه رفت، با گروه تولید همکاری کرد. از دیگر فعالیت‌های وی می‌توان به بنیانگذاری و حضور هفت سالهٔ وی به عنوان مجری در برنامهٔ ۱۰ اتاق جلسه در شبکه جم انگلستان در دوشنبه‌های لندن اشاره کرد که توانست برنده جوایز شبانه سال شود. وی در این برنامه میزبان مهمانانی مانند: فارل ویلیامز لیونل ریچی، میسی گری، ویل اسمیت، بلک چشم نخود، آلیشیا کیز، ناجی، ویکلف ژان، شکیل اونیل، نپتون‌ها، ماریو، روی آیرز، عمر، چاکا خان، کریس تاکر و پسران بک استریت بود و همچنین توانست به فعالیت‌های جان لجند، کتی ملوآ، گابریلا چیلمی و ایمی واینهاوس کمک‌های تبلیغاتی بسیاری داشته باشد. طی سالهای گذشته در دو مکان جدید در لندن میزبان جلسات هفتگی با مهمانانی از جمله Prince and the New Power Generation و Jessie J بوده و اعتقاد دارد برای گسترش این برنامه می‌بایست سایر مکان‌های ثابت در سراسر جهان به عنوان پایگاه‌های اصلی برنامه به گروه تولید اضافه شوند.
یکی از خوانندگان برجسته به نام سینتیا اریوو نامزد اسکار بود، در اوت ۲۰۱۸ در این برنامه حضور یافت و با بزرگداشت بورلی نایت موفق به حضور در آئین ادای احترام به پرنس در لندن به عنوان مهمان ویژه شد.

## گزیده آهنگ‌سازی فیلم
- خانم مارپل (مجموعه تلویزیونی) ۱۹۸۴ تا ۱۹۹۲
- قاتل تزار ۱۹۹۱
- باجی در ساحل ۱۹۹۳
- رفتار بد ۱۹۹۳
- استخوان‌های مضحک ۱۹۹۵
- چیز زیبا ۱۹۹۶
- خواستگار ۱۹۹۷
- جو زیبا ۲۰۰۰
- لژیونر ۱۹۹۸
- شاه میمون (مجموعه تلویزیونی) ۲۰۰۱
- پادشاه تگزاس ۲۰۰۲
- فیدل ۲۰۰۲
- ریگان‌ها ۲۰۰۳
- مایل هستید برقصیم؟ (فیلم ۲۰۰۴)
- امید می‌روید ۲۰۰۳
- آکاشا گوپورام ۲۰۰۸
- طبابت در پیک

## آهنگسازی موسیقی تبلیغاتی
آلتمن با داشتن بیش از ۴۰۰۰ آهنگسازی در حوزهٔ تبلیغات تلویزیونی، پرکارترین نویسنده موسیقی و آهنگساز برای تبلیغات تجاری است. وی برنده بسیاری از جایزه مهم خلاقیت در آهنگسازی، از جمله جایزه افتتاحیه MPA Music in Advertising است و از طرف مجله کمپین در سال ۲۰۰۲ به عنوان یکی از ۱۰۰ چهره تأثیرگذار در تبلیغات معاصر انگلیس و در سال ۲۰۰۵ به عنوان یکی از ۵ آهنگساز برتر شناخته شد. ساخته‌های او برای لووی و رنو برنده جایزه کمپین بهترین موسیقی متن در سال‌های ۲۰۰۳ و ۲۰۰۴ شد. او در فیلم تبلیغاتی ریدلی اسکات را برای پرادا در جایگاه آهنگساز فعالیت کرد. آهنگسازی اخیر وی برای کمپین تبلیغاتی بیمه لاستیک‌های اتومبیل‌های شیلا تمام کشور را فرا گرفت این موسیقی، به عنوان پر دانلودترین موسیقی سال برای زنگ تلفن‌های همراه عنوان گرفت. از جمله همکاران وی در تبلیغات می‌توان به غول‌هایی همچون دیوید بیلی، ترنس دونووان، جان فرانکنهایمر، تونی اسکات بوده‌اند.